# Culture Casbah
Culture Casbah är ett stadsutvecklingsprojekt i Malmö som omfattar stråket mellan Station Rosengård (järnvägsstationen som öppnade i december 2018) och Rosengård Centrum. År 2013 vann projektet ‘’Best Futura Project’’ vid MIPIM mässan i Cannes. 
Stadsutvecklingsprojektet kommer att omfattas av bostäder, restauranger, kontor, skolverksamhet, handel, parker, torg samt platser för kultur och idrott. 
Culture Casbah utvecklas av Rosengård fastigheter som ägs till lika delar av de privata aktörerna Fastighets AB Balder, Heimstaden AB och Victoriahem AB samt kommunala MKB Fastighets AB.  För gestaltningen står den svenska arkitektfirman Kjellander Sjöberg 

## Tidslinje
- 2009 - MKB påbörjar ett idéunderlag på hur Rosengård kan förnyas.
- 2013 - Culture Casbah vinner ”Best Futura Project” vid MIPIM mässan i Cannes. För gestaltningen står den danska arkitektfirman Lundgaard & Tranberg Arkitekter A/S.[4]
- 2017 - Rosengård fastigheter bildas för att realisera Culture Casbah. MKB är en av delägarna. De övriga tre är Balder, Heimstaden och Victoria Park [5]
- 2018 - Rosengård fastigheter tilldelas markanvisning för Culture Casbah [6]
- 2023 - Planprocess för Culture Casbah inleds [7]

### Referenslista
1. ↑   https://www.archdaily.com/351611/mipim-awards-winners-2013/
2. ↑   http://www.rosengardfastigheter.se/culture-casbah
3. ↑   http://www.rosengardfastigheter.se
4. 1 2  ”Arkiverade kopian”. Arkiverad från originalet den 2 juni 2021. https://web.archive.org/web/20210602214221/https://kjellandersjoberg.se/journal/posts/nya-culture-casbah-i-rosengard/. Läst 2 juni 2021.
5. ↑   https://www.svt.se/nyheter/lokalt/skane/nytt-bolag-ska-forverkliga-culture-casbah
6. ↑   https://fastighetsnytt.se/2018/12/anvisar-mark-for-culture-casbah/
7. ↑  ”Nu startar planeringen av Rosengårds landmärke Culture Casbah”. Malmö stad. 15 december 2023. https://www.mynewsdesk.com/se/malmo/pressreleases/nu-startar-planeringen-av-rosengaards-landmaerke-culture-casbah-3293394. Läst 9 april 2025.